# Back for the Attack
| Recensione | Giudizio |
| ---------- | -------- |
| AllMusic   |          |

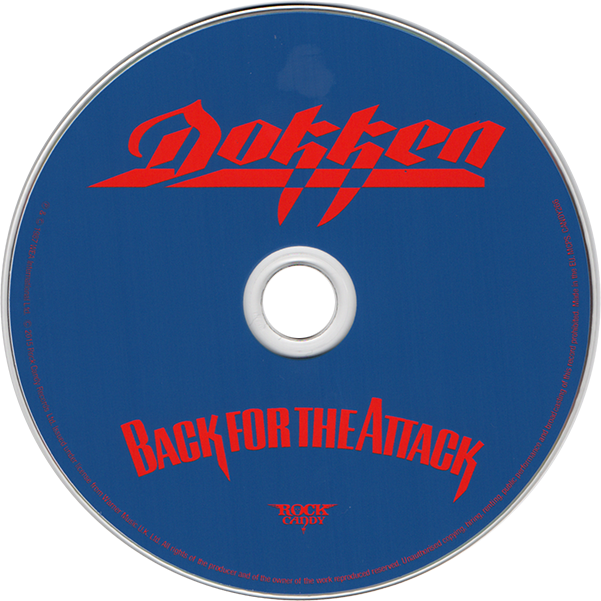

Back for the Attack è il quarto album in studio del gruppo musicale statunitense Dokken, pubblicato il 2 novembre 1987 dalla Elektra Records. Si tratta dell'ultimo lavoro in studio del gruppo prima del momentaneo scioglimento avvenuto due anni dopo a causa di forti contrasti tra Don Dokken e George Lynch.
L'uscita è stata preceduta dalla pubblicazione del singolo Dream Warriors per la colonna sonora del film Nightmare 3 - I guerrieri del sogno. Il brano appare nel disco in versione remixata.
L'album ha venduto oltre 4 milioni di copie in tutto il mondo e ha raggiunto la 13ª posizione della Billboard 200 negli Stati Uniti, rivelandosi il maggior successo commerciale della band.
Il disco è stato ristampato dalla Warner Music Japan il 23 settembre 2009, con l'aggiunta della traccia bonus Back for the Attack, apparsa originariamente solo come lato B del singolo Dream Warriors.

## Tracce
1. Kiss of Death – 5:51 (Don Dokken, George Lynch, Jeff Pilson)
2. Prisoner – 4:20 (Lynch, Pilson, Mick Brown)
3. Night By Night – 5:23 (Dokken, Lynch, Pilson, Brown)
4. Standing in the Shadows – 5:07 (Dokken, Lynch, Pilson)
5. Heaven Sent – 4:52 (Dokken, Lynch, Pilson)
6. Mr. Scary (strumentale) – 4:31 (Lynch, Pilson)
7. So Many Tears – 4:56 (Dokken, Lynch, Pilson)
8. Burning Like a Flame – 4:46 (Dokken, Lynch, Pilson, Brown)
9. Lost Behind the Wall – 4:19 (Dokken, Lynch, Pilson, Brown)
10. Stop Fighting Love – 4:52 (Dokken, Lynch, Pilson, Brown)
11. Cry of the Gypsy – 4:51 (Dokken, Lynch, Pilson)
12. Sleepless Night – 4:32 (Lynch, Pilson, Brown)
13. Dream Warriors – 4:42 (Lynch, Pilson)

Traccia bonus dell'edizione giapponese
1. Back for the Attack – 3:51 (Dokken)

## Formazione

### Gruppo
- Don Dokken – voce
- George Lynch – chitarre
- Jeff Pilson – basso, cori
- Mick Brown – batteria, cori

### Produzione
- Neil Kernon – produzione, ingegneria del suono
- Toby Wright, Matt Freeman, Eddie Ashworth, Andy Udoff, Steve Klein, Stan Katayama – ingegneria del suono (assistenti)
- Steve Thompson, Michael Barbiero – missaggio
- Bob Ludwig – mastering presso il Masterdisk di New York

## Classifiche

### Classifiche settimanali
| Classifica (1987/88) | Posizione massima |
| -------------------- | ----------------- |
| Canada               | 25                |
| Finlandia            | 18                |
| Giappone             | 21                |
| Regno Unito          | 96                |
| Stati Uniti          | 13                |
| Svezia               | 19                |
| Svizzera             | 25                |

### Classifiche di fine anno
| Classifica (1988) | Posizione |
| ----------------- | --------- |
| Stati Uniti       | 55        |